# Cristian Edgardo Amado
Cristian Edgardo Amado, meglio noto come Piojo (Puerto Iguazú, 7 giugno 1985), è un ex calciatore argentino, di ruolo attaccante.

## Palmarès

### Club

#### Competizioni nazionali
- Segunda Liga: 1

Tondela: 2014-2015